# Rode Kruis-draagspeld
De Rode Kruis-draagspeld, een zwaar vergulde bronzen speld met een deels geëmailleerde knop in de vorm van de door Jac.J. van Goor gemodelleerde pelikaan op de Karl Landsteiner-penning was een onderscheiding voor bloeddonoren.

De pelikaan was boven een klein rood geëmailleerd Kruis van Genève geplaatst.

De speld werd door het dagelijks bestuur van het Nederlandse Rode Kruis op 3 augustus 1956 ingesteld en tot 1971 verleend. Er was in de loop der jaren een steeds ingewikkelder stelsel van onderscheidingen voor bloeddonoren ontstaan, zo kreeg men na 10 en 25 bloeddonaties de Karl Landsteiner-plaquette in brons en zilver en na honderd donaties de bronzen Bronzen Medaille van het Nederlandse Rode Kruis.
Op 28 november 1958 werden de toekenningscriteria versoepeld en men kreeg de draagspeld tussen 1958 en 1971 dan ook al na veertig bloeddonaties. De draagspeld werd in 1971 afgeschaft en vervangen door de Bloeddonormedaille.Het ontwerp van deze medaille was aan de draagspeld ontleend.